# Singa alpigena
Singa alpigena là một loài nhện trong họ Araneidae.
Loài này thuộc chi Singa. Singa alpigena được Chang-Min Yin, Jia-Fu Wang & S. Q. Li miêu tả năm 1983.